# Lathyrus marmoratus
Lathyrus marmoratus är en ärtväxtart som beskrevs av Pierre Edmond Boissier och Emanuel Blanche. Lathyrus marmoratus ingår i släktet vialer, och familjen ärtväxter. Inga underarter finns listade i Catalogue of Life.